# ハーバード燕京研究所
ハーバード燕京研究所（ハーバード・イェンチンけんきゅうしょ、英語: Harvard-Yenching Institute、繁体字中国語: 哈佛燕京學社）は、アメリカ合衆国マサチューセッツ州ケンブリッジのハーバード大学敷地内に所在する、東アジアと東南アジアに関する人文科学・社会科学の高等教育のための独立研究所。
1928年、チャールズ・マーティン・ホールの遺産の寄付を受け、ハーバード大学と燕京大学（のち北京大学に併合）が共同で設立した。この研究所は両大学と密接な関係にあるが、私立財団であって、組織的にも財政的にも独立している:17。日本では「ハーバード大学燕京研究所」と訳されることもあるが、正確ではない。

## 歴史
1928年、チャールズ・マーティン・ホール（1863年 - 1914年）の遺産の寄付を受け、ハーバード燕京研究所が設立された:18。ホールは、アジアの文化と歴史を研究する組織をアメリカ国内に設立するよう、遺産の3分の1の遺贈を定めていた:18。
「客員学者と客員研究員の招聘」、「ハーバードの膨大な図書資源（特にハーバード燕京図書館）を活用した短期研究プロジェクト」、「ハーバード燕京図書館」が研究所の主要事業である:17。

## ハーバード燕京図書館
研究を支える図書館としてハーバード燕京図書館（Harvard-Yenching Library）があり、世界有数の東アジア研究資料を所蔵することで知られている。ハーバード燕京図書館は当初研究所が運営していたが、その規模が研究所を圧迫するようになったために、1975年にハーバード大学に寄付された:17-18。ハーバード大学図書館の一翼を担っており:18、ハーバード大学図書館システムを構成する図書館の中で3番目の規模である（2010年現在）:18。
1879年、中国貿易を行っていたボストンの商人たちが、中国から中国人学者として戈鯤化（コウ・クンファ、Ko K’un-hua）を招聘し、ハーバード大学で中国語と最新中国情報の授業を行うようになった:18。この時に使用された教科書類がハーバード大学における最初の中国語文献コレクションである:18。1914年、東京帝国大学の服部宇之吉（中国学者）と姉崎正治（仏教学者）がハーバード大学に招聘されて講義を行った際に、日本語文献をハーバード大学に寄贈し、ハーバードの日本語文献コレクションが始まった:18。東アジアコレクションは未整理の状態に置かれていたが、1927年にハーバード大学の博士課程の学生であり司書資格を持っていた裘開明が、ハーバード大学図書館の館長から整理を依頼された:18。
1928年にハーバード燕京研究所が設立されると、ハーバード大学（ワイドナー図書館）が所蔵していた中国語・日本語文献コレクションがハーバード燕京研究所に移管された（移管の年について、公式ウェブサイトは1928年、館長のJames K. M. Chengは講演で1929年と述べている:18）。1931年に「ハーバード燕京研究所中国語・日本語図書館」(Chinese-Japanese Library of the Harvard-Yenching Institute) の名称となって裘開明が初代館長に任命された:18。
初代館長裘開明は、中国や日本の書籍の図書分類法として、四庫分類を取り入れたイェンチン分類を定めた。イェンチン分類は欧米の東アジア研究図書館で広く採用されていたが、1997年からはハーバード燕京図書館もアメリカ議会図書館分類表 (LCC) を採用している。
ハーバード燕京研究所中国語・日本語図書館は当初中国と日本の文献のみを収集対象としており、人文科学に重点を置いていた:18。1950年代には西洋における最大の東アジア文献コレクションとなった:18。ハーバードでの東アジア研究が広がるとともに収集範囲も広がり、「ハーバード燕京研究所中国語・日本語図書館」という名称も1965年に「ハーバード燕京図書館」と改められた:18。

## 主な関連人物
所長
1. セルゲイ・エリセーエフ（初代所長）
2. エドウィン・O・ライシャワー（第二代所長）
3. ジョン・ペルゼル（第三代所長）
4. アルバート・クレイグ（第四代所長）
5. パトリック・ハナン（英語版）（第五代所長）
6. 杜維明（第六代所長）
7. 裴宜理（英語版）（第七代所長）

- 鳥居龍蔵 - 1939年、研究所に招聘され、客員教授として北京に赴任した。

## 関連のある研究機関
- 東京女子大学比較文化研究所 - 1954年、燕京研究所の支援を受けて創設。「比較文化」を冠した日本初の研究所とされる[6]。